# Gadwal
Gadwal é uma cidade e um município no distrito de Mahbubnagar, no estado indiano de Andhra Pradesh.

## Geografia
Gadwal está localizada a 16° 14′ N, 77° 48′ L. Tem uma altitude média de 325 metros (1066 pés).

## Demografia
Segundo o censo de 2001, Gadwal tinha uma população de 51 428 habitantes. Os indivíduos do sexo masculino constituem 51% da população e os do sexo feminino 49%. Gadwal tem uma taxa de literacia de 57%, inferior à média nacional de 59,5%: a literacia no sexo masculino é de 67% e no sexo feminino é de 48%. Em Gadwal, 13% da população está abaixo dos 6 anos de idade.

## Gallery

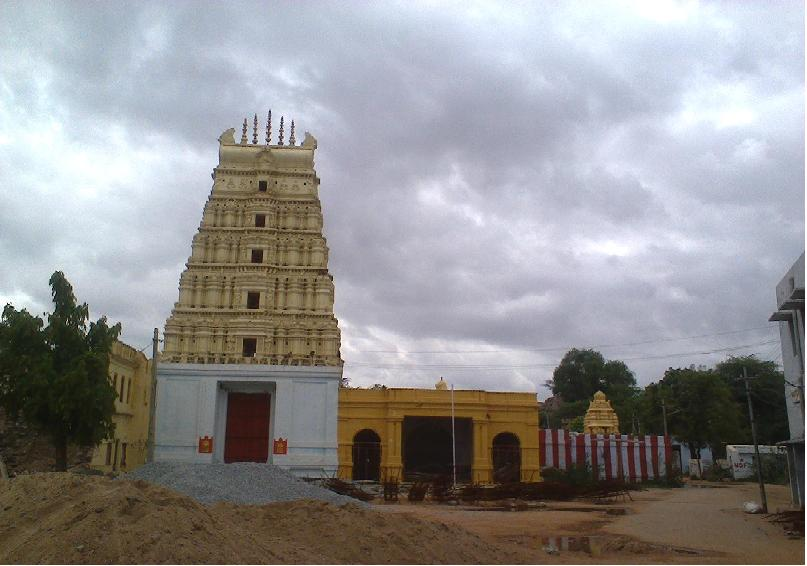
Chennakeshava swamy temple in Gadwal Fort
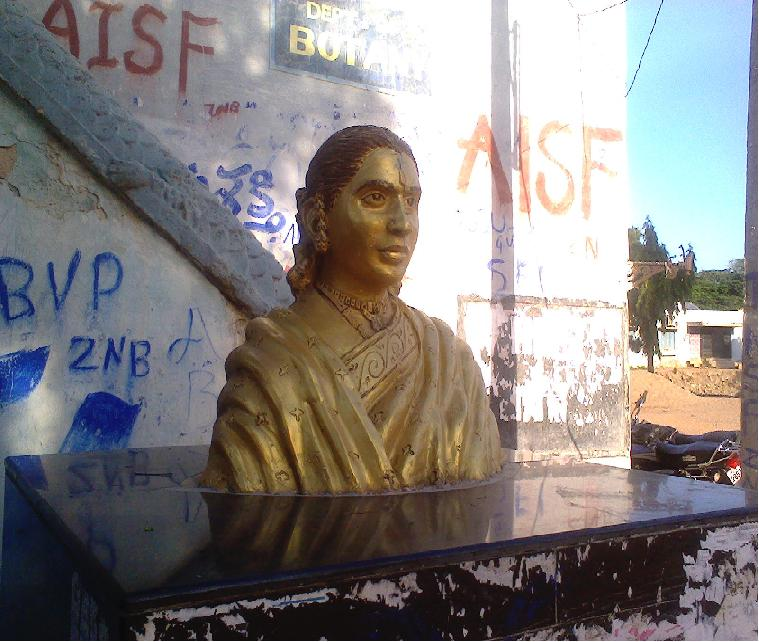
Maharani Adhilaxmi Devamma